# Arsène Lupin, gentleman-cambrioleur
Arsène Lupin, gentleman-cambrioleur est un recueil de neuf nouvelles policières, écrites par Maurice Leblanc, qui constituent les premières aventures d'Arsène Lupin. 

## Genèse du recueil
En 1905, Pierre Lafitte fonde Je sais tout, une revue mensuelle encyclopédique illustré. Il cherche un récit à publier qui soit dans l'esprit des aventures de Sherlock Holmes, qui vaut au magazine anglais Strand Magazine un grand succès. Il sollicite alors son ami Maurice Leblanc pour écrire un récit sur le modèle des aventures du détective britannique.
Ainsi, Maurice Leblanc lui présente L'Arrestation d'Arsène Lupin qui est publié dans Je sais tout n°6 de juillet 1905. Le peintre Georges Paul Leroux illustre le récit. La nouvelle rencontre un réel succès auprès des lecteurs du magazine, si bien que Pierre Lafitte encourage l’écrivain à écrire la suite des aventures du gentleman-cambrioleur. Dans la mesure où le récit se conclut sur l’arrestation du héros, il lui conseille de le faire évader. La saga du gentleman-cambrioleur est née.
Plusieurs nouvelles paraissent dans Je sais tout, à intervalles irréguliers, jusqu'en 1907, avant d'être regroupées en un seul volume publié le 10 juin 1907.

## Contenu du recueil
Le recueil est composé de neuf nouvelles parues dans la revue Je sais tout. Cependant l'ordre des récits dans le volume ne respecte la chronologie de prépublication. Ainsi Le Sept de cœur est placé après Le Collier de la Reine et Herlock Sholmès arrive trop tard clôt le volume.

### L'Arrestation d'Arsène Lupin
La nouvelle est publiée initialement dans Je sais tout no 6 du 15 juillet 1905 et illustrée par le peintre Georges Paul Leroux.
À bord du transatlantique La Provence reliant la France aux États-Unis, un télégramme révèle aux passagers que le célèbre cambrioleur Arsène Lupin se trouve parmi eux. Lorsque les premiers vols apparaissent, une panique s'installe à bord alors que chacun suspecte son voisin. Le récit se termine avec l'arrivée du paquebot à New-York où l'attend l'inspecteur Ganimard qui arrête Arsène Lupin.

### Arsène Lupin en prison
La seconde nouvelle des aventures d'Arsène Lupin est initialement publiée dans Je sais tout no 11 du 15 décembre 1905 sous le titre La Vie extraordinaire d'Arsène Lupin en prison. Le dessinateur F. M. Du Mond illustre le récit.
À la suite de son arrestation à New-York, Arsène Lupin est incarcéré à la prison de la Santé. Il organise depuis sa cellule le cambriolage du château de Malaquis, propriété du baron de Cahorn.

### L'Évasion d'Arsène Lupin
L'Évasion d'Arsène Lupin est publiée dans le numéro 12 de Je sais tout du 15 janvier 1906 sous le titre La Vie extraordinaire d'Arsène Lupin : L'Évasion d'Arsène Lupin. Le dessinateur F. M. Du Mond illustre à nouveau les aventures du cambrioleur.
Malgré l'incrédulité des policiers, Arsène Lupin leur annonce son évasion prochaine de la prison de la Santé. Le jour du procès, un dénommé Désiré Baudru se présente à la barre la place du cambrioleur, provoquant des interrogations sur les coïncidences extraordinaires qui ont permis cette substitution.

### Le Mystérieux Voyageur
Publiée pour la première fois dans Je sais tout no 13 du 15 février 1906 sous le titre La Vie extraordinaire d'Arsène Lupin : Le Mystérieux Voyageur, la nouvelle est illustrée par F. M. Du Mond et Adolphe Cossard. 
Sous l'identité de Guillaume Berlat, Arsène Lupin est détroussé par un violent individu dans un train à destination de Rouen. Les autorités, persuadées que son voleur n'est autre qu'Arsène Lupin, s'associent à sa recherche pour retrouver l'usurpateur.

### Le Collier de la reine
La nouvelle est publiée initialement dans Je sais tout no 15 du 15 avril 1906 sous le titre La Vie extraordinaire d'Arsène Lupin : Le Collier de la reine. Mario Pezilla illustre le récit.
Ce récit prend place durant l'enfance d'Arsène Lupin. Il raconte le vol du célèbre collier de la reine détenu par la comtesse des Dreux-Soubise. Malgré des soupçons qui se portent sur Henriette, une amie recueillie par la comtesse, les investigations de la police ne débouchent sur aucun résultat. Ce n'est que quelques décennies plus tard, que le collier de la reine est retrouvé et restitué à la famille par Arsène Lupin.

### Le Sept de cœur
Cette nouvelle — plus tardive que les autres récits qui composent le recueil — a été publiée dans Je sais tout no 28 du 15 mai 1907 sous le titre Comment j'ai connu Arsène Lupin : Le Sept de cœur.  A. de Parys illustre le récit.
Maurice Leblanc raconte les circonstances qui l'ont amené à rencontrer Arsène Lupin. En effet, le narrateur se retrouve mêlé par hasard à une affaire d'espionnage militaire. Sous le nom de Jean Daspry, Arsène Lupin parvient à récupérer les plans volés du sous-marin Le Sept de cœur et choisit Maurice Leblanc comme biographe.

### Le Coffre-fort de madame Imbert
Publiée initialement dans Je sais tout no 16 du 15 mai 1906 sous le titre La Vie extraordinaire d'Arsène Lupin : Le Coffre-fort de madame Imbert, la nouvelle est illustrée par Jacques Camoreyt.
Se présentant comme l'une des toutes premières aventures d'Arsène Lupin, la nouvelle raconte le stratagème mis en place par le héros pour voler le contenu du coffre-fort de la famille Imbert. Ainsi, après être parvenu à se faire inviter par les Imbert, il est à son tour lui-même victime d'une escroquerie du couple.

### La Perle noire
La nouvelle publiée pour la première fois dans Je sais tout no 18 du 15 juillet 1906 sous le titre La Vie extraordinaire d'Arsène Lupin : La Perle noire est illustrée par Davids et Auguste Leroux. 
Alors qu'il s'introduit dans l'appartement de la comtesse d'Andillot pour voler une précieuse perle noire, Arsène Lupin découvre avec effroi la comtesse assassinée. Il mène alors l'enquête pour confondre le meurtrier et récupérer le bijou.

### Herlock Sholmès arrive trop tard
La neuvième nouvelle du recueil — septième dans l'ordre de parution — est publiée dans le numéro 17 de Je sais tout du 15 juin 1906 sous le titre La Vie extraordinaire d'Arsène Lupin : Sherlock Holmes arrive trop tard. Cependant, pour des raisons de droits littéraires, Sherlock Holmes est renommé Herlock Sholmès lors de la publication en recueil. Le peintre italien Serafino Macchiati illustre le récit.
Lors du cambriolage du château de Thibermesnil, Arsène Lupin fait de nouveau la rencontre de Nelly Underdown, la passagère du transatlantique. Ému par ces retrouvailles, le cambrioleur renonce à son forfait. Après avoir restitué les objets volés, le voleur doit faire face pour la première fois au détective britannique Sherlock Holmes/Herlock Sholmès, à qui il parvient à échapper.

## Publication en volume

### Première édition de 1907
Les nouvelles sont compilées dans un recueil qui sort en librairie le 10 juin 1907 aux éditions Pierre Lafitte avec une préface de l'écrivain Jules Claretie. Le dessinateur Henri Goussé réalise la couverture.
Les récits font l'objet de légères modifications de la part de Maurice Leblanc. Ainsi, l'expression de « gentleman-cambrioleur »  qui donne son titre au recueil, est introduite dans la seconde version de L'Arrestation d'Arsène Lupin  : « Arsène Lupin […] avait laissé sa carte avec ces mots : « Reviendrai quand les meubles seront authentiques. » » devient « Arsène Lupin […] avait laissé sa carte ornée de cette formule : « Arsène Lupin, gentleman-cambrioleur, reviendra quand les meubles seront authentiques. » ».
Par ailleurs, Maurice Leblanc et son éditeur disposent les nouvelles dans un ordre différent de celui de la publication. En effet, il s'agit tout d'abord de construire un corpus de textes cohérents qui introduit les aventures d'Arsène Lupin, mais également de préparer la suite de la série. Ainsi, l'écrivain insère la nouvelle Le Sept de cœur — qui narre sa rencontre avec le cambrioleur — plus tôt dans le recueil, et déplace Sherlock Holmes arrive trop tard — renommé Herlock Sholmès arrive trop tard — en fin de volume afin d'annoncer la parution prochaine d'Arsène Lupin contre Herlock Sholmès et renforcer ainsi le lien sériel des aventures du cambrioleur.

### Éditions ultérieures
Le recueil est réédité en 1914 par les éditions Pierre Lafitte dans la collection « Idéal-Bibliothèque » avec quelques variantes du texte. L'illustrateur Léo Fontan réalise la couverture du volume et fixe définitivement les traits d'Arsène Lupin avec son monocle et son haut-de-forme .
En 1916, le recueil entre dans la nouvelle collection « Les romans d'aventure et d'action » des éditions Pierre Lafitte, destinée à réunir toutes les aventures du gentleman-cambrioleur. Puis, après la disparition des éditions Pierre Lafitte, son catalogue passe chez Hachette. Celle-ci publie alors le recueil en 1932 dans sa collection de littérature policière « Le Point d'interrogation ». Tout au long des XXe et XXIe siècles, le recueil est régulièrement réédité par différentes maisons d'éditions. 

## Livres audio
En 2011, La Compagnie du savoir a adapté les neuf nouvelles en livres audio dans sa collection « Les Aventures d'Arsène Lupin, gentleman-cambrioleur » dans une narration de Philippe Colin.